# Wymondley
Wymondley – civil parish w Anglii, w Hertfordshire, w dystrykcie North Hertfordshire. W 2011 civil parish liczyła 1153 mieszkańców. W obszar civil parish wchodzą także Great i Little Wymondley, Redcoats Green, Todds Green i Titmore Green.